# Franse presidentsverkiezingen 1894

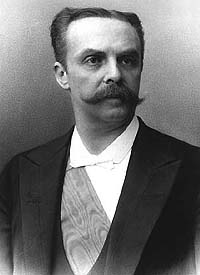
Jean Casimir-Perier

Op 27 juni 1894 werden er, twee dagen na de moord op president Marie François Sadi Carnot, in Frankrijk presidentsverkiezingen gehouden die werden gewonnen door Jean Casimir-Perier. Een halfjaar na zijn verkiezing tot president trad Casimir-Perier reeds af omdat hij vond dat zijn ministers hem negeerden en weigerden met hem te overleggen.
| Kandidaten            | politieke richting | ronde 1      |
| --------------------- | ------------------ | ------------ |
| Jean Casimir-Perier   | links              | 53% (451)    |
| Henri Brisson         | centrum            | 22,91% (195) |
| Charles Dupuy         | rechts             | 11,40% (97)  |
| generaal Paul Février | militair           | 6,23% (53)   |
| François Arago        | republikeins       | 3,17% (27)   |
| Anderen               | -                  | 2,59%        |